# Hadza/sandawe
Se denomina hadza/sandawe a la agrupación étnica del África Oriental conformada por los pueblos hadza, sandawe y sus ancestros comunes, los cuales comparten determinadas características que se remontan a la prehistoria. Entre las similitudes que relacionan a estos pueblos, está su ubicación geográfica, restringidos actualmente a Tanzania, sus similitudes lingüísticas, su actividad que hasta hace poco era de cazadores-recolectores y las características de su arte rupestre, el cual fue pintado con pincel, lo que diferencia el arte hadza/sandawe del de África central, mayormente pintado con la dedos.

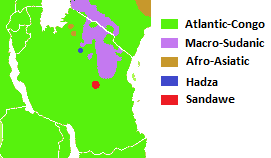
Distribución de las lenguas hadza y sandawe en Tanzania.

## Descripción lingüística

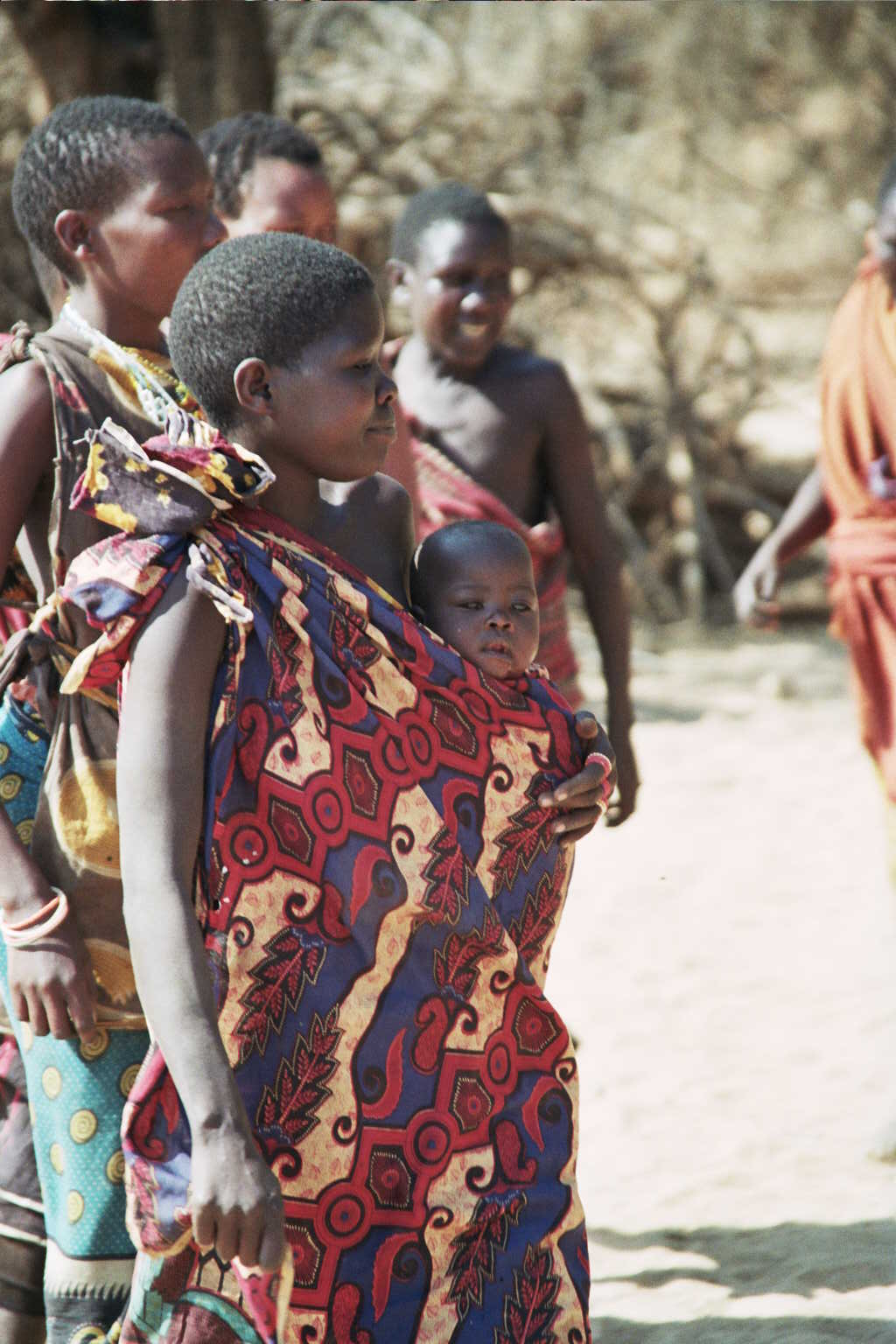
Mujeres hadza.

Los idiomas hadza y sandawe están considerados como lenguas aisladas, sin embargo, lingüistas como Joseph Greenberg agrupan a ambos idiomas dentro de las lenguas joisanas debido a su típica característica fonética usando clics (chasquidos). Poseen claridad vocálica y las cinco vocales siguientes:
| i |   |   |   | u |
|   | e |   | o |   |
|   |   | a |   |   |

Los clics hadza y sandawe tienen cierta similitud, siendo más suaves o medios (dentro de los morfemas) que el de las lenguas joisanas del África austral; en los hadza/sandawe la mayoría de los clics mediales están glotalizados, pero no todos. Los clics pueden ser tan suaves que pueden confundirse con consonantes eyectivas.
Además del hadza y el sandawe, hay un tercer idioma en África Oriental que usa clics: el dahalo, una lengua cushita de Kenia. Se cree que el dahalo provendría de algún antiguo pueblo hadza/sandawe con idioma de chasquidos que sufrió la influencia de pueblos cushitas. Los tres idiomas presentan algunas semejanzas, como por ejemplo la carencia de clics bilabiales. En hadza y sandawe hay buen número de tipos de clics y de clics de acompañamiento, mientras que en dahalo son menos. Los clics hadza/sansawe tienden a su nasalización, debido a que es un reflejo que facilita su pronunciación.
Hadza y sandawe muestran con relativa frecuencia la variante lengua-látigo (tongue slap) (i) de [!], la cual es desconocida en otras lenguas de chasquidos. También se observó en ambas lenguas similitudes auditivas entre los clics laterales y las africadas eyectivas laterales.
A pesar de sus semejanzas, estas lenguas se consideran aisladas por la falta de cognados y diferencias gramaticales. En todo caso, si la relación existe, esta sería muy antigua. También se ha sugerido una relación entre el sandawe y las lenguas kxoe de Namibia y Sudáfrica de acuerdo con varios lingüistas, aunque no hay consenso.

## Arte rupestre
El arte rupestre hadza/sandawe es considerado el arte típico de la Tanzania antigua y prehistórica, y se conoce desde 1900. Tiene similitudes con el arte san del África Austral debido al uso de pinceladas, y está más diferenciado con el arte pigmeo del África Central y con el del Sahara. 
Se representa gran variedad de animales, como aves y reptiles, además de varios tipos de contornos y representaciones de seres humanos, a menudo con grandes cabezas extrañas con "forma de trapeador" y a veces con cabezas de animales.
Parte de este arte podría estar entre los más antiguos del mundo, quizás con más de 40 mil años. Se han encontrado múltiples capas del arte rupestre, sin mayor diferencia entre ellas, lo que demuestra su gran continuidad.
Eric ten Raa registró diez relatos de testigos presenciales que describen a gentes sandawe haciendo arte rupestre a principios del siglo XX. Por lo tanto, los sandawe pueden haber estado entre los últimos cazadores-recolectores de África en cesar su antigua tradición pictórica, muchas de las cuales hacen referencia al simbo, baile ritual de comunicación con los espíritus con la ayuda de una cerveza alucinógena.

## Genética
La genética humana ha demostrado que hadzas y sandawes comparten una relación tan estrecha como antigua. En ambos pueblos, el análisis genético matrilineal mitocondrial reveló que la gran mayoría de hadzas y la mitad de los sandawes pertenecen al linaje llamado haplogrupo L4b2, por lo que se calcula que el ancestro común de ambos pueblos habitó el Áfrical Oriental hace más de 15 mil años.
La genética patrilineal del cromosoma Y revela que el linaje ancestral principal hadza/sandawe sería derivado del haplogrupo B2b (M112), el cual es mayoritario actualmente entre los hadza, minoritario en sandawes y un subclado (B2b1a2-M7179) exclusivo de ambos pueblos.
El análisis genético también ha revelado un variado mestizaje en el acervo genético de hadzas y sandawes, especialmente de origen nigero-congoleño, pero también de origen omótico, joisán, yoruba, luhya (bantú), cusita somalí, etíope, masái, nama, árabe, nilosahariano y pigmeo, en general en pequeñas proporciones.